# Список лускокрилих острова Пасхи

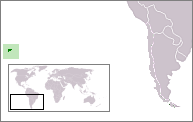
Мапа розташування Острова Пасхи

До списку лускокрилих Острова Пасхи віднесено денних метеликів і молі, що були зареєстровані на Острові Пасхи.
Згідно з оцінками, існує 15 видів лускокрилих із 10 родин, що поширені на території Острова Пасхи.

## Денні метелики

### Сонцевики(Nymphalidae)

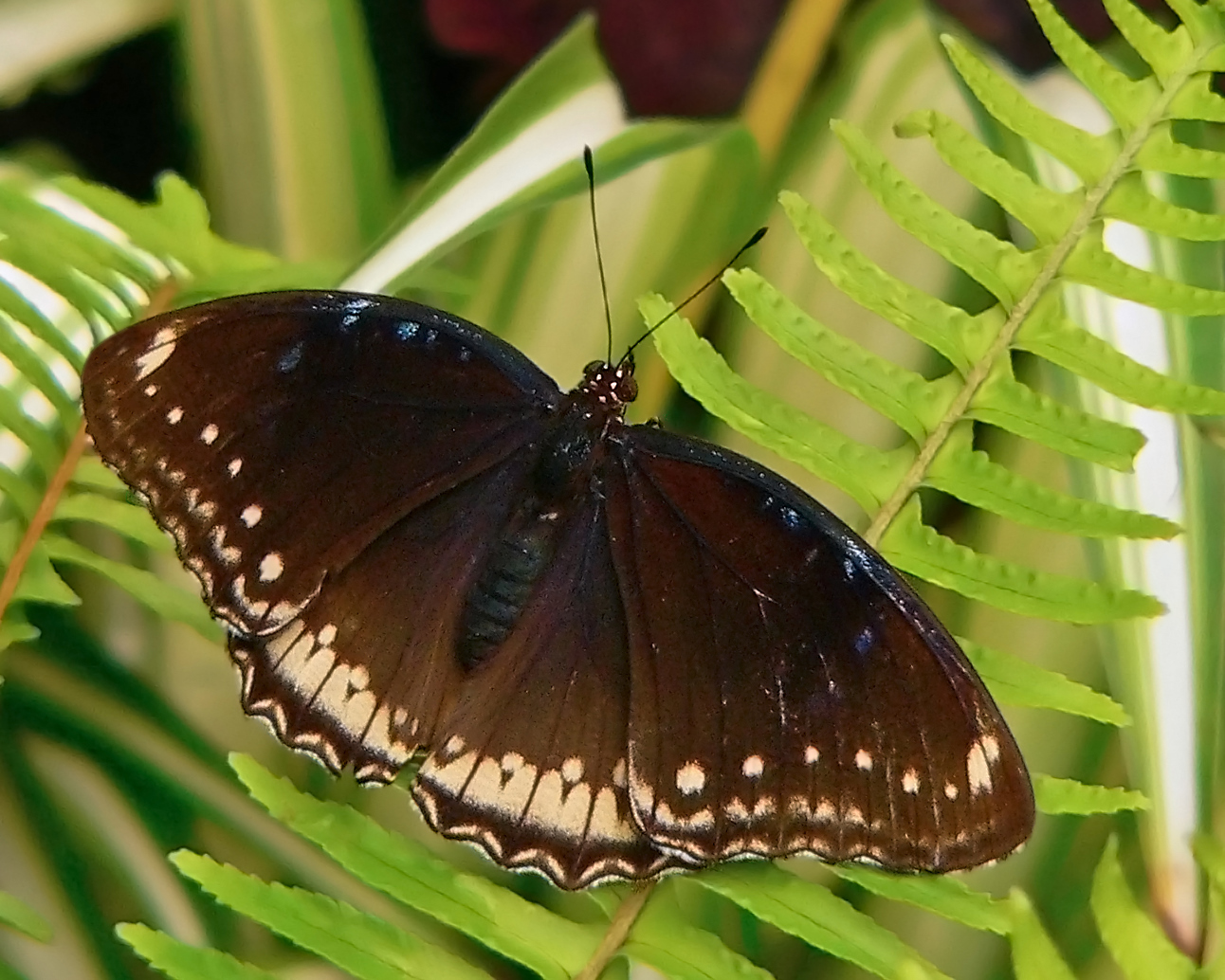
Hypolimnas bolina

- Hypolimnas bolina otaheitae (C. Felder, 1862)
- Cynthia carye (Hübner, 1812)

## Молі

### Cosmopterigidae
- Asymphorodes trichogramma (J.F.G. Clarke, 1986)

### Gelechiidae

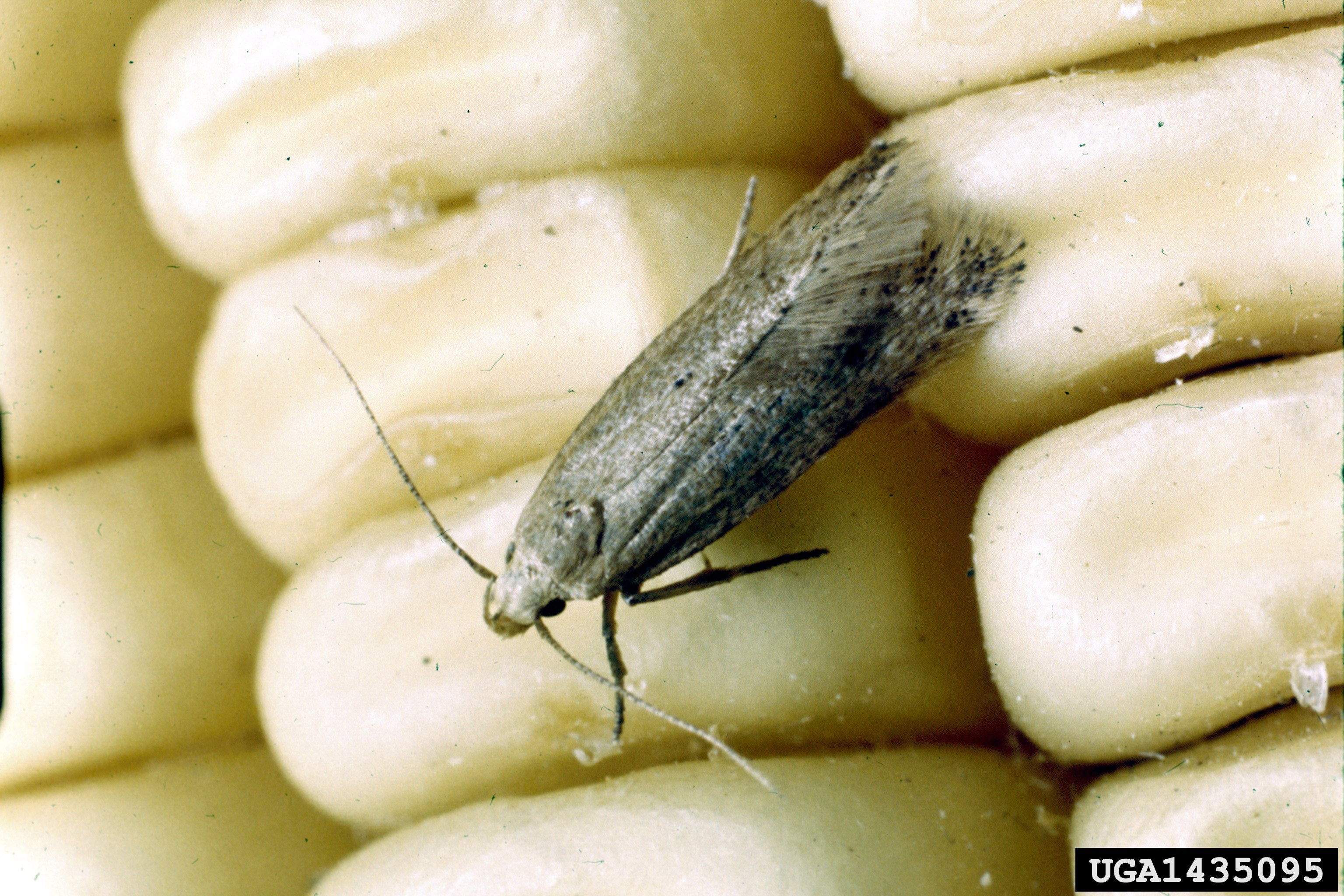
Зернова міль

- Sitotroga cerealella (Olivier, 1789) — зернова міль

### П'ядуни(Geometridae)
- Gymnoscelis concinna (Swinhoe, 1902)

### Совки(Noctuidae)
- Achaea janata (Linnaeus, 1758)
- Agrotis ipsilon (Hufnagel, 1766) — совка-іпсилон
- Chrysodeixis eriosoma (Doubleday, 1843)
- Ctenoplusia albostriata (Bremer & Grey, 1853)

### Plutellidae

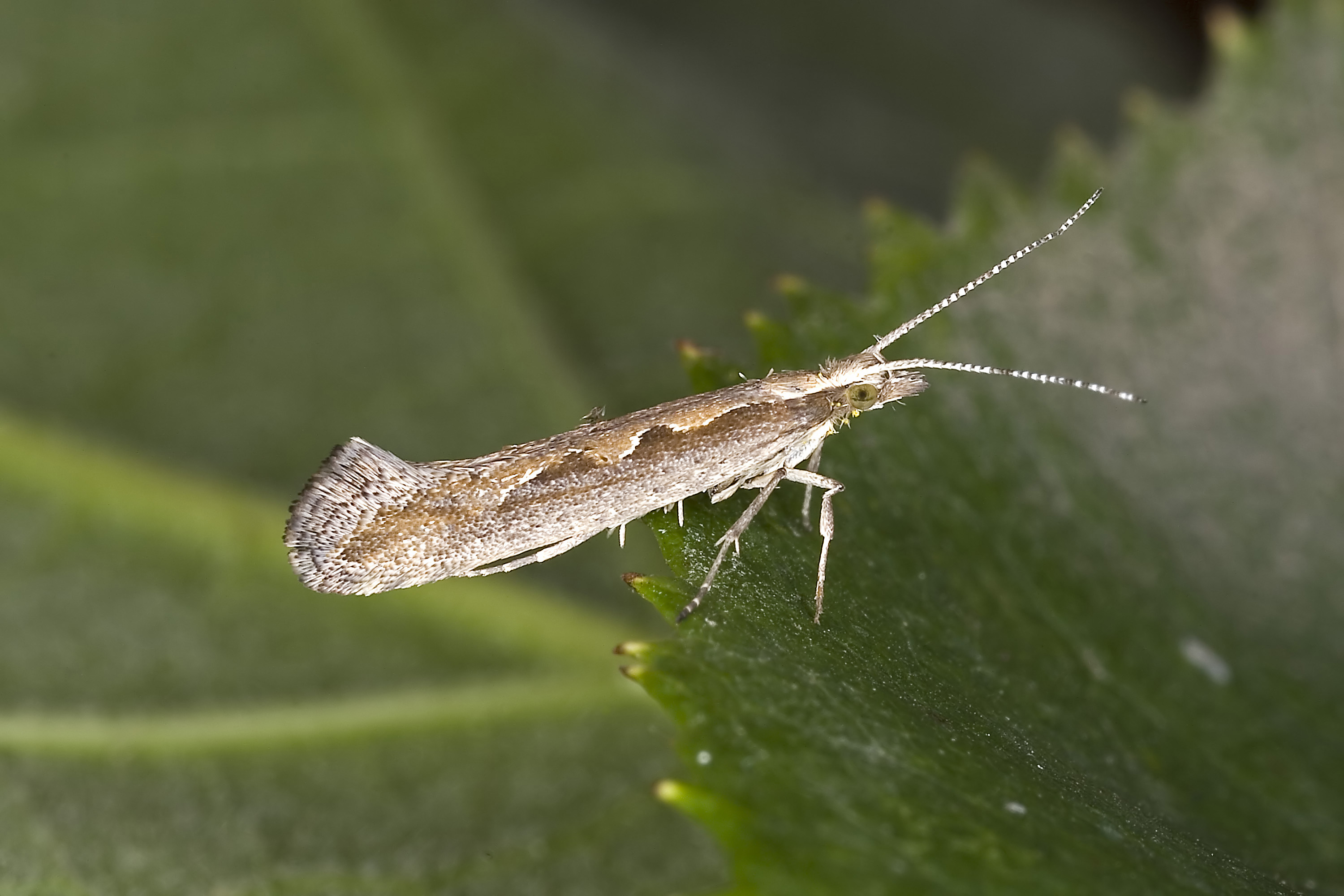
Plutella xylostella

- Plutella xylostella (Linnaeus, 1758) — міль капустяна

### Pterophoridae
- Stenoptilia sp.

### Pyralidae
- Ephestia cautella (Walker, 1863)
- Hymenia recurvalis (Fabricius, 1775)

### Tineidae
- Opogona aurisquamosa (Butler, 1881)

### Листовійки(Tortricidae)
- Crocidosema plebejana (Zeller, 1847)